# Jako (chanson)
Pour l’article homonyme, voir Jako.
Singles de Ladaniva
Je t'aime tellement
(2023)
Chansons représentant l'Arménie au Concours Eurovision de la chanson
Future Lover de Brunette
(2023)
Jako est une chanson du duo franco-arménien Ladaniva. Elle a été sélectionnée en interne par le diffuseur arménien AMPTV pour représenter l'Arménie au Concours Eurovision de la chanson 2024.

## Contexte et composition
Les paroles de la chanson sont écrites par Jaklin Baghdasaryan et Louis Thomas, les deux membres de Ladaniva. La chanson est composée par ces derniers et Audrey Leclercq, et elle est produite par Jasper Maekelberg,. Elle est publiée le 29 septembre 2023 dans leur premier album intitulé Ladaniva par les labels PIAS Recordings et Jiguli. Une version retravaillée pour le concours ainsi qu'un clip vidéo tourné en Arménie sont révélés sur YouTube le 13 mars 2024. Le titre de la chanson est dérivé du surnom de la chanteuse, Jaklin Baghdasaryan.
Jaklin décrit la chanson comme l'affirmation de son « droit à penser librement et à être qui elle veut être ». Elle reproche à la société d'imposer des limites et des normes artificielles, ce qui conduit les filles à perdre de vue qui elles sont vraiment, car on leur dit souvent comment se comporter. Elle explique : « On m'appelait Jako quand j'étais petite. En grandissant, on m'a toujours dit que les filles devaient bien se comporter, être humbles, s'habiller normalement, ne pas trop parler, ne pas faire de folies ». La chanson apparaît comme un message adressé à elle-même et à « toutes les petites Jakos du monde » pour qu'elles suivent leur véritable vocation et restent fidèles à leur personnalité authentique comme elle le fait à travers son art.
Le chef de la délégation arménienne, David Tserunyan, explique quant à lui que « la chanson aborde un sujet très important, mais d'une manière joyeuse et ludique. Nous espérons inspirer les gens du monde entier à embrasser la Jako qui est en eux et à se joindre à cette danse de la liberté qui donne du pouvoir. »

## Eurovision

### Sélection interne
La candidature arménienne à l'Eurovision 2024 a été sélectionnée en interne par le diffuseur arménien AMPTV. Dès janvier 2024, des médias locaux et internationaux annoncent que le diffuseur arménien aurait choisi le duo Ladaniva comme représentant de l'Arménie à l'Eurovision 2024, information officielle confirmée par AMPTV  le 9 mars 2024. La version pour le concours de leur chanson Jako est révélée le 13 mars.

### À l'Eurovision
À l'Eurovision, l'Arménie se produit lors de la première moitié de la deuxième demi-finale le 9 mai 2024 à laquelle votent l'Espagne, la France et l'Italie ainsi que le « reste du monde ». L'Arménie se classe troisième et se qualifie ainsi pour la finale. A l'issue de la grande finale, le 11 mai 2024, elle se classe huitième avec 183 points.